# Gunnar Kumlien (ingenjör)
Karl Gunnar Viktor Kumlien, född den 23 april 1904 i Paris, död den 1 december 1996 i Hässelby församling, Stockholm, var en svensk ingenjör.
Kumlien avlade studentexamen i Frankrike 1923, examen vid Kungliga Tekniska Högskolan 1927 och reservofficersexamen 1929. Han blev fänrik i fortifikationens reserv 1930, underlöjtnant 1932, löjtnant 1934, löjtnant vid Väg- och vattenbyggnadskåren 1931, kapten 1940, Kumlien blev ingenjör vid Stockholms stads gatukontor 1928, byggnadsinspektör vid Stockholms stads byggnadsnämnd 1935, 1:e avdelningsingenjör vid småstugebyrån på fastighetskontoret 1956. Han var riddare av Vasaorden. Kumlien är begravd på Skogskyrkogården i Stockholm.